# 電クラ3 〜線路は続くよどこまでも〜
電クラ3 〜線路は続くよどこまでも〜（でんクラスリー せんろはつづくよ - ）は、日本のクラシックデュオ、杉ちゃん&鉄平の9枚目のアルバム。

## 概要
「電クラ」シリーズ3部作の完結編。ジャケットには2008年に引退した0系のイラストが描かれている。右上に「ステレオ」と書かれており、1970年代のジャケットをイメージしている。

## 収録曲
1. 主よ、人の「のぞみ」の喜びよ[0:43]
  - ヨハン・ゼバスティアン・バッハの『主よ、人の望みの喜びよ』をもじった新幹線シリーズは全部で4曲ある。
2. プロローグ「線路は続くよどこまでも」 [5:47]
3. 無伴奏「メトロ」パルティータ[1:48]
4. 関東私鉄「踏切」協奏曲〜警報音の相違による音楽実験室〜
  - 関東大手私鉄の踏切の音程の違い、さらには京成電鉄の上下双方通過によるテンポアップ、東武鉄道の音ずれを再現している。
5. 主よ、人の「はやぶさ」の喜びよ[0:58]
6. 舞曲「遠くへ行きたい」[2:01]
7. ハレルヤ・ハコダテ[1:41]
  - アナウンスに野月貴弘（SUPER BELL"Z）が参加している。
8. 無伴奏「キハ」パルティータ[3:02]
9. 主よ、人の「とき」の喜びよ[0:50]
10. 「サンダーバード・しらさぎ」の海 〜加賀百万石の調べ〜[3:37]
11. パッヘル（発車）ベルのカンサイ feat.礼二（中川家）[5:02]
  - 中川家礼二がアナウンスとして参加している。
12. 舞曲「いい日旅立ち」2011[4:36]
  - 『電クラ2』に収録されている同名曲とは別バージョンとなっている。
13. ピチカート「しおかぜ・南風」ポルカ[3:28]
  - 駅員のアナウンスとして南田裕介が参加している。
14. 主よ、人の「さくら」の喜びよ[1:16]
15. 銀河鉄道999 〜A JOURNEY TO THE JUPITER〜[2:08]
  - 『電クラ』ではささきいさおの曲を使用していたが、今作はゴダイゴの曲を使用している。
16. エピローグ「線路は続くよどこまでも」 feat.向谷実[4:56]
17. 山手線上のアリア 〜sugi's train re-mix〜[4:32]
  - ボーナス・トラックで、走行音とリミックスしている。また、クリステル・チアリによる車内アナウンスを収録。「山手線上のアリア English Version」の違いは言語が日本語になっていること。
18. 組曲「汽車ぽっぽ」〜音鉄の旅・東海3県ぶらり旅〜[8:52]
  - ボーナス・トラックで、源石和輝とのコラボ作品。
  - 使われている曲は、「近鉄特急」「おしえて」「長良川艶歌」「私鉄沿線」など。